# Talajerózió

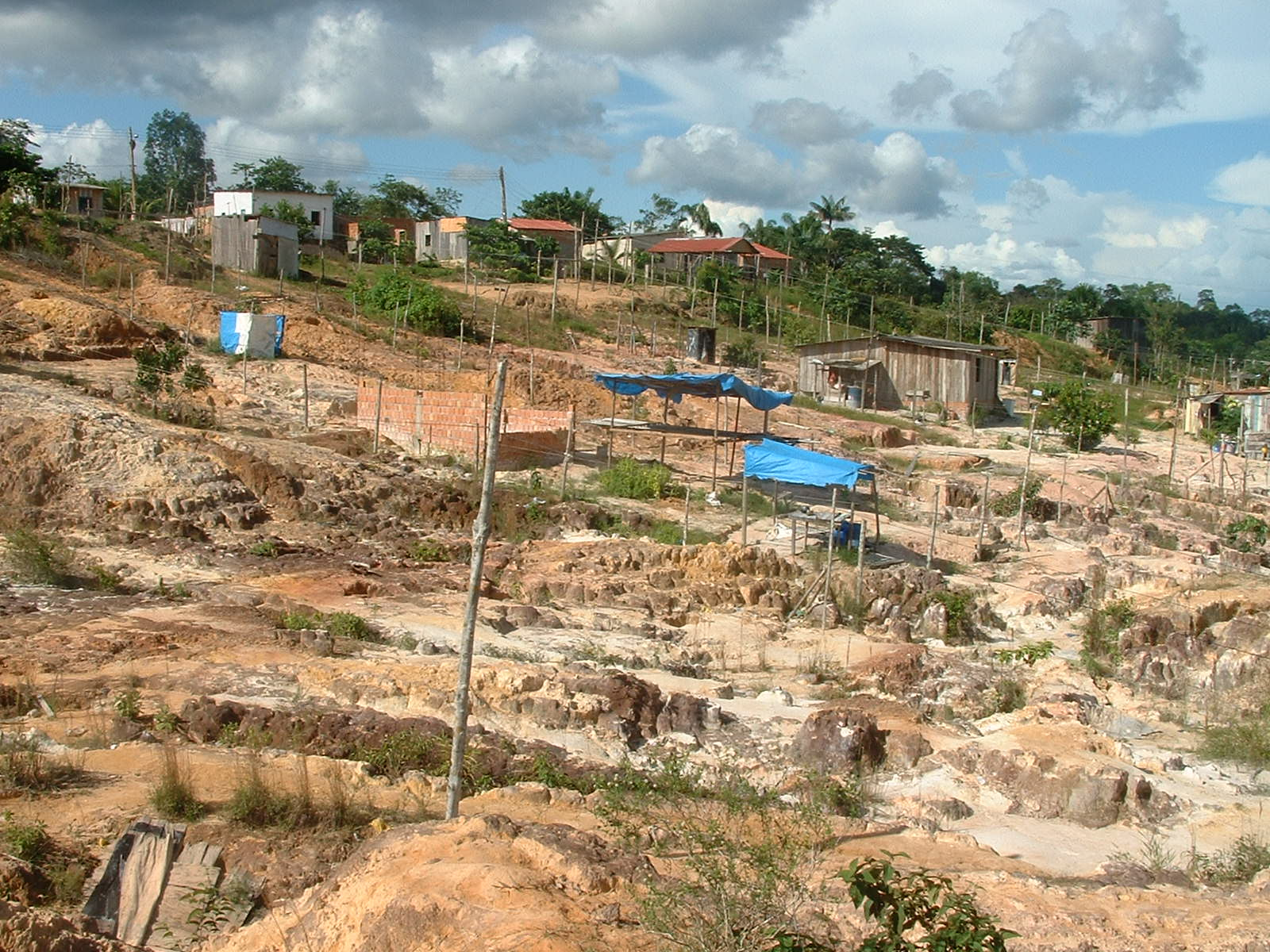
Talajerózió következményei az egykori esőerdő helyén (Manaus, Brazília)

A talajerózió a talaj csapadékvíz vagy öntözés által kiváltott eróziója. A talajerózió során a talaj anyaga elmosódik, csökken a talaj tápanyag- és humusztartalma, romlik a talajszerkezet, ezáltal jelentősen csökken a talaj termőképessége. Szélsőséges esetben a talaj teljesen el is pusztulhat, a felszínen pedig a terméketlen alapkőzet marad hátra.
Klasszikus értelemben a felszínen lefolyó csapadékvíz erózióját nevezték talajeróziónak, de kutatások bizonyították, hogy az esőcseppek felszíni becsapódása (csepperózió), és a talajban szivárgó víz oldó hatása (oldásos erózió) is okoz szerkezetrombolást, illetve anyagveszteséget, ezáltal csökkenve a talaj termőképességét. Hatásának elsősorban a növényzettel nem borított talajfelület van kitéve, amit a domborzati viszonyok (például meredek lejtők) fokoznak. A növényzet nélküli területekről szélsőséges, de nem ritka esetben a termőréteg teljesen lemosódik, így ott már mezőgazdasági művelés vagy erdőtelepítés már nem lehetséges.

## A talajerózió mint környezeti probléma
A talajerózió bizonyos mértékig természetes folyamat, azonban, elsősorban az emberi tevékenységnek köszönhetően, mára világszerte a természetesnél gyorsabb és kiterjedtebb a hatása. A talajerózió erőteljesebbé válásának legfontosabb kiváltó okai a földművelés és, részben ezzel összefüggésben, az erdőirtás. Megakadályozására megoldás lehet a teraszos földművelés, az erdősávok telepítése, illetve az erdőirtások visszaszorítása.
A talajerózió az egyik legnagyobb globális környezeti probléma, ami már ma is súlyos természeti és társadalmi következményekkel jár. A talajerózió különösen nagy gondot okoz a nedves trópusi területeken a kiirtott esőerdők helyén, ahol a talaj termőrétege eleve nem vastag, a jelentős csapadékhullás miatt pedig igen gyorsan erodálódik. Jó példa erre Haiti, ahol mára az eredeti erdőborítás 98%-át kiirtották. Magyarországon egy 2023-ban történt tömeges karambolt hoztak összefüggésbe az erózióval. A talajerózió okozta problémák nem korlátozódnak a jelenkorra, több ősi kultúra pusztulását, így például az ókori Mezopotámia birodalmainak bukását az erdők kiirtásával és az intenzív öntözéses földműveléssel magyarázzák.